# Carlton in Cleveland
Carlton in Cleveland – wieś i civil parish w Anglii, w hrabstwie North Yorkshire, w dystrykcie (unitary authority) North Yorkshire. Leży na terenie parku narodowego North York Moors, 54 km na północ od miasta York i 333 km na północ od Londynu.